# Свети Никола Нови (нова църква в Лом)
Вижте пояснителната страница за други значения на Свети Никола.
„Свети Никола Нови“ е възрожденска православна църква в дунавския град Лом, България.

## Местоположение
Храмът е разположен в центъра на града до старата църква „Свети Никола Нови“.

## История
Към началото на XX век старата църква става малка и Видинската митрополия започва строеж на нов храм веднага южно от нея. Основният камък е положен от митрополит Кирил Видински на 28 август 1905 година и църквата е завършена след две години. В храма работят зографи от Дебърската художествена школа. Иконите са дело на Нестор Траянов и сина му Данаил Несторов, които работят в храма в 1908 година. Иконостасът е дело на резбарския род Филипови.
Двете църкви и съседната сграда на Ломското архиерейско наместничество са реставрирани от община Лом по програмата „Красива България“ през 2006 година.